# Cieza (Murcia)
Cieza is een gemeente in de Spaanse regio Murcia met een oppervlakte van 366 km². Cieza telt 35.134 inwoners (1 januari 2016).
Cieza is bekend om de perzikbomen en om het jaarlijkse feest La Floración
in februari / maart, als deze bomen in bloei staan. 

## Demografische ontwikkeling
Bron: INE; 1857-2011: volkstellingen
Opm.: In 1857 scheidde Ricote zich af en werd een zelfstandige gemeente

## Geboren in Cieza
- Mariano Rojas (12 juni 1973 - 23 juni 1996), wielrenner
- José Joaquín Rojas (2 juni 1985), wielrenner
- Isi Palazón (27 december 1994), voetballer

Abanilla · Abarán · Águilas · Albudeite · Alcantarilla · Aledo · Alguazas · Alhama de Murcia · Archena · Beniel · Blanca · Bullas · Calasparra · Campos del Río · Caravaca de la Cruz · Cartagena · Cehegín · Ceutí · Cieza · Fortuna · Fuente Álamo de Murcia · Jumilla · La Unión · Las Torres de Cotillas · Librilla · Lorca · Lorquí · Los Alcázares · Mazarrón · Molina de Segura · Moratalla · Mula · Murcia · Ojós · Pliego · Puerto Lumbreras · Ricote · San Javier · San Pedro del Pinatar · Santomera · Torre-Pacheco · Totana · Ulea · Villanueva del Río Segura · Yecla